# Parsons Marine Steam Turbine Company
Pour les articles homonymes, voir Parsons.
La Parsons Marine Steam Turbine Company était une entreprise d'ingénierie britannique basée à Wallsend sur la Tyne, dans le nord de l'Angleterre.

## Histoire

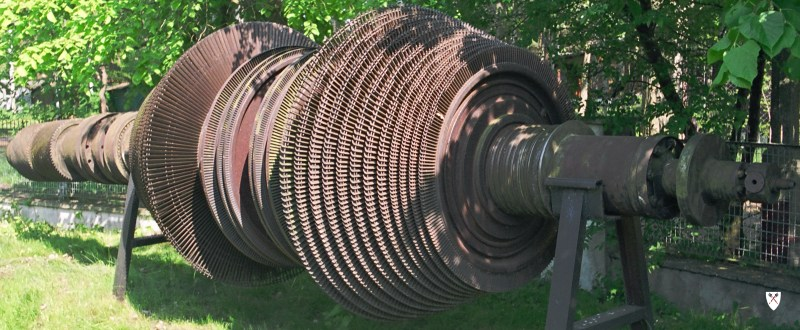
Partie rotative d'une turbine de marine Parsons

L'entreprise est fondée en 1897 par Charles Algernon Parsons avec un capital de 500 000 livres, dans le but de commercialiser la turbine à vapeur à usage naval qu'il avait inventée. Ainsi, l'année précédente, le Turbinia avait été le premier navire à naviguer avec cette technologie ; le succès de ce navire a ainsi permis de réunir les fonds nécessaires. En 1899 sont lancés les deux premiers destroyers de la Royal Navy propulsés par une turbine à vapeur, les HMS Viper et Cobra. Convaincue, la Royal Navy équipe ses navires avec ces turbines, et en 1906 le HMS Dreadnought est lancé, devenant le premier cuirassé ainsi mû. Les paquebots de 31 000 tonnes Mauretania et Lusitania sont ainsi équipés de turbines Parsons d'une puissance de 73 000 chevaux.
La société a fusionné avec A. Reyrolle & Company pour donner naissance au groupe Reyrolle Parsons en 1968. En 1977 Reyrolle Parsons  a fusionné avec Clarke Chapman pour former Northern Engineering Industries plc, à son tour rachetée par Rolls-Royce plc en 1989.

## Postérité
De nombreuses marines à travers le monde utilisent alors les turbines Parsons, par exemple l'United States Navy sur l'USS Arizona et les porte-avions de la classe Yorktown, et les Royal Canadian Navy et Royal Australian Navy sur les destroyers de classe Tribal.